# Poesía precolombina

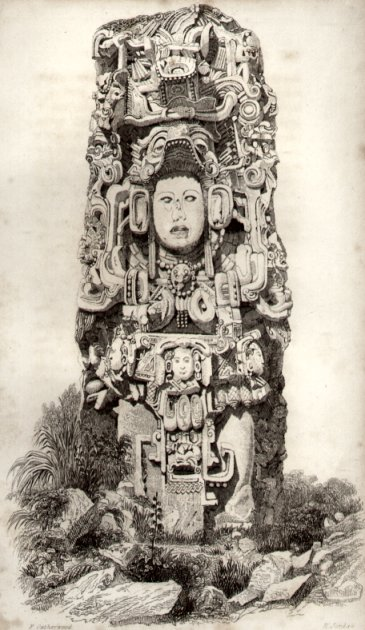
Estela de Copán según un grabado de Frederick Catherwood, 1839.

El término  hace relación a la tradición poética oral y escrita que existía en América antes de la llegada de los españoles. 
En cuanto a los textos precolombinos de los pueblos más desarrollados socialmente, no es mucho tampoco lo que ha quedado, aunque sí lo suficiente para hacerse una idea del concepto poético, literario y social de estos pueblos. Esta poesía posee, principalmente, un fuerte sentido religioso de comunicación colectiva entre los hombres y sus divinidades, también encontramos, además de los textos sagrados, una cantidad de poemas educativos, líricos, épicos y eróticos, muchos de los cuales fueron transmitidos en forma oral y luego llevados a la simbología escrita. Los habitantes precolombinos dieron una importancia superlativa al cosmos, a los dioses, a la vida y a la tierra sacralizándola incluso en sus manifestaciones orgiásticas y festivas, que no eran menores dentro de su cultura. La conservación de los textos se debe principalmente a los códices o libros en lengua autóctona escritos por los amanuenses más letrados. Muchas de las creaciones precolombinas, sobre todo las dramáticas, se cantaban y bailaban en las ceremonias rituales, eventos esenciales en el desarrollo cotidiano de estas sociedades. 
Para este breve recorrido por la poesía precolombina nos basaremos fundamentalmente en las culturas azteca, maya, e inca, siendo la idea resaltar aspectos que, si bien pueden resultar generales, acerquen al lector, de algún modo, a la literatura practicada por estos pueblos, permitiéndonos, a la vez, una especie de reencuentro con su legado prehispánico. 

## Tradición escrita
Los aztecas por ejemplo tuvieron una escritura ideográfica o jeroglífica. Con la llegada de los españoles, estaban en la etapa fonética y se han encontrado textos y códices que hablan de una gran belleza en sus construcciones literarias.
Aunque muchos códices fueron destruidos por los conquistadores, de todas maneras, han llegado a la actualidad por medio de misioneros o de la tradición oral algunas obras indígenas.
Los tres lugares más importantes para el desarrollo cultural y literario lo constituyeron Tenochtitlán, Texcoco y Cualhtitlán.
Tenochtitlán era la capital del imperio azteca (México) y poseía museos que han desaparecido.
La poesía azteca era cantada y bailada, los temas eran los héroes, la historia, la vida y la muerte, cargados de significación religiosa. Componían también himnos a los dioses: los cantos divinos (teocuícatl) y los cantos guerreros (yaocuícatl).
Los mayas a pesar de la dificultad idiomática han llegado hasta nuestros días algunos textos a través de los cuales podemos conocer el concepto poético de esta cultura. Estos textos han sido conservados principalmente gracias a la tradición oral.
Gracias a los modernos conocimientos de los jeroglíficos de esta cultura hemos podido conocer nuevas creaciones literarias y poéticas de esta civilización.

## La obra de Nezahualcóyotl
Representa una de las más bellas muestras de poesía escrita azteca. Cerca de 30 poemas sobreviven y han llegado hasta nosotros dando una muestra de este gran autor.
Nezahualcóyotl escribió entre otros poemas: Canto de la huida, Canto de primavera, Solamente él (canto a Dios como dador de la vida), Yo lo pregunto, etc.

## Tradición oral
Los incas: bien en el proceso de unificación del Imperio Inca la lengua quechua fue un elemento importantísimo, éstos no conocieron la escritura, por lo que su poesía sólo nos ha llegado de manera oral.
En Colombia, Brasil y Paraguay puede encontrarse una gran cantidad de pueblos indígenas que usan su expresión oral poética como la forma de perpetuar sus conocimientos de generación en generación en sus centros ceremoniales o Malocas.
Este tipo de expresiones ceremoniales que funden la poesía con la tradición es muy conocido en pueblos de la Amazonia. 
Si bien estos pueblos no alcanzaron grados superiores de civilización (para la concepción europeizante) y tampoco dejaron textos escritos, se ha podido recoger algunos testimonios poéticos a través de la tradición oral, los que posteriormente fueron transcritos por estudiosos del tema como una manera de conservar parte de estas culturas sudamericanas. 
Los guaraníes habitaron gran parte de la zona del Río de la Plata, Paraguay, Bolivia, y parte de Brasil, llegando incluso a penetrar, en ocasiones, hasta la cordillera de los Andes. Fueron monoteístas y llamaban al bien Tupá y al mal Añang.